# Jakub Powarzyński
Jakub Powarzyński (* 7. September 2002 in Gdynia) ist ein polnischer Handballspieler.

## Karriere

### Im Verein
Jakub Powarzyński spielte bis 2024 in Polen für Wybrzeże Gdańsk. 2024 wechselte er zum deutschen Zweitligisten Dessau-Roßlauer HV.

### In Auswahlmannschaften
Mit der polnischen Junioren-Nationalmannschaft nahm er an der U21-Weltmeisterschaft 2023 teil und belegte dort den 17. Platz.
Im Dezember 2023 gab er sein Debüt für die A-Nationalmannschaft. Kurz darauf stand er im Kader für die Europameisterschaft 2024, wo er mit Polen den 16. Platz belegte. Er bestritt im Turnier zwei Spiele und erzielte ein Tor.